# Palazzo Dalberg
Il Palazzo Dalberg, originariamente della famiglia Dalberg, si trova nel centro storico di Magonza.
Fu costruito su richiesta della famiglia Dalberg su un vecchio edificio in stile barocco renano.
È stato la sede del conservatorio Peter-Cornelius di Magonza dal 1982 al 2008.

## Note

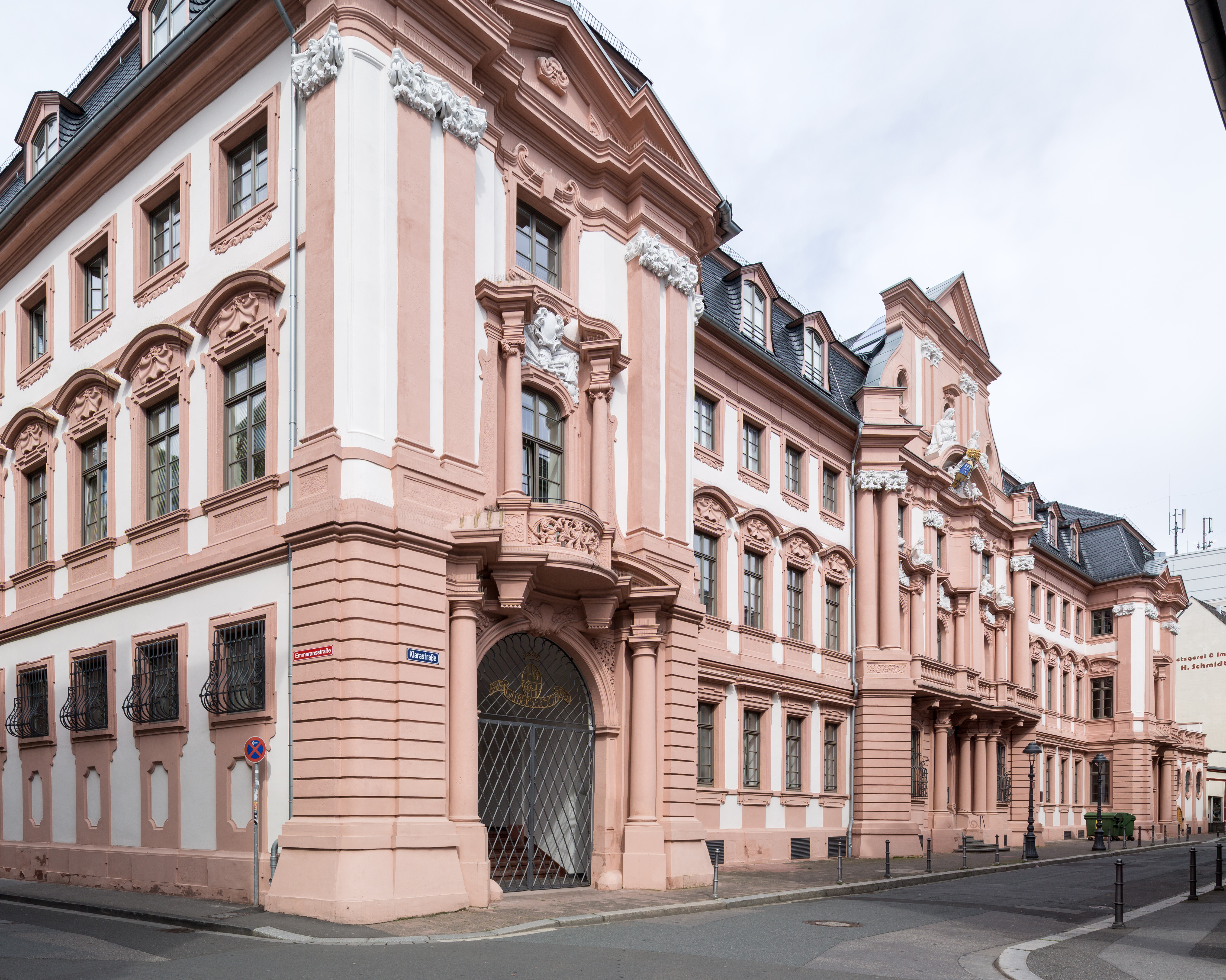
Palazzo Dalberg